# 1871 en droit
Cet article présente les faits marquants de l'année 1871 en droit.

## Événements
- 18 janvier : proclamation de l'Empire allemand (IIe Reich) dans la galerie des glaces du château de Versailles, en France. Annexion de l'Alsace et de la Lorraine à cet Empire à la suite de la défaite de la France dans la guerre franco-prussienne.
- 18 mars au 28 mai : Commune de Paris
- 21 au 28 mai : Semaine sanglante à Paris. Massacre des Communards.
- 10 décembre : kanzelparagraph (paragraphe de la chaire), directive en droit allemand, en vigueur de 1871 à 1953, qui interdit aux religieux de prendre des positions politiques dans le cadre de leur fonction sous peine d'emprisonnement pour une durée allant jusqu'à 2 ans.